# NGC 984
NGC 984 (również PGC 9819 lub UGC 2059) – galaktyka spiralna (S0-a), znajdująca się w gwiazdozbiorze Barana. Odkrył ją Édouard Jean-Marie Stephan 13 grudnia 1871 roku.